# Memories of Me
Memories of Me (br: Recordações de Minha Vida / pt: A Caminho da Califórnia) é um filme americano de 1988 dirigido por Henry Winkler e estrelado por Billy Crystal, Alan King e JoBeth Williams.

## Sinopse
Após sofrer um ataque cardíaco, Abbie Polin (Billy Crystal), um médico de Nova Iorque, vai para Los Angeles para ver seu pai, Abe (Alan King), que trabalha em Hollywood como o "rei dos extras". Sua relação tem sido difícil durante vários anos.
Lisa (JoBeth Williams), o interesse romântico de Abbie, também vem para uma visita ao pai dele. Abe começa a perder de memória e, eventualmente, é diagnosticado com um aneurisma cerebral. Ele e seu filho chegam mais perto no tempo e, antes que seja tarde demais, Abbie tenta fazer com que Abe consiga um papel num filme.     